# Vanilla havilandii
Vanilla havilandii är en orkidéart som beskrevs av Robert Allen Rolfe. Vanilla havilandii ingår i släktet Vanilla och familjen orkidéer. Inga underarter finns listade i Catalogue of Life.